# 北河原公敬
北河原 公敬 （きたかわら こうけい/きみひろ、1943年（昭和18年）5月9日 - ）は、日本の華厳宗の僧侶。華厳宗管長・第220世東大寺別当。2022年現在は東大寺長老、学校法人東大寺学園理事長、印度山日本寺（インド・ブッダガヤ）第6世竺主などを務める。

## 経歴
北河原公典（第210世東大寺別当）の子として奈良市に生まれる。10歳で東大寺に入寺し、15歳（中学3年生時）で得度。中学・高校は東京で親族宅に下宿し、学習院中等科・高等科に通う。1962年、学習院高等科卒業。1968年、龍谷大学大学院修士課程修了。
1971年5月、東大寺塔頭総持院住職。1987年4月、東大寺塔頭中性院住職。華厳宗および東大寺での役職を歴任し、2004年5月に華厳宗宗務長・東大寺執事長、2007年5月に上院院主・学校法人東大寺学園理事長。
2010年5月、華厳宗管長・第220世東大寺別当に就任。2011年3月11日の東日本大震災発生は修二会の期間中であり、北河原はお水取りの際には参列者に「未曾有の大惨事で亡くなった人々のために祈ってほしい、困っている方に心を寄せてほしい、被災者のために力を尽くしてほしい」と呼びかけた。「被災者の方々と痛みを共有したい」として、東大寺が被災地への義援金を寄託することを提案し、実施に移したほか、再三被災地を訪問した。
2013年5月、東大寺長老・東大寺総合文化センター総長となる。2016年にはインド・ブッダガヤの印度山日本寺第6世竺主に就任（2022年時点でも在職）。

## 人物
- 東山天皇の男系九世子孫にあたる。祖父の北河原公海は第200世東大寺別当[6]、父の北河原公典は第210世東大寺別当[6]。母は島津家の出身（島津久永の姉にあたる）[14]。
- 学習院高等科ではグランドホッケー部に入部[9]。2014年に日本ホッケー協会会長に就任した[15]。
- 東大寺学園が定時制の高校であった時代には教員を務め、国語を教えクラス担任も持っていた[7]。
- このほか、財団法人大和文華館理事[5]、香雪美術館理事[5]、奈良日米協会会長[3]などの役職を務める。

## 著書
- 修二会の風景（レベル、2011年） - 浦田周社木版画
- 蓮は泥の中で育ちながら、泥に染まらない（講談社、2012年）